# Sístole

Sístole ventrícular

Sístole é o período de contração muscular das câmaras cardíacas que alterna com o período de repouso, diástole. A cada batimento cardíaco, as aurículas contraem-se primeiro, impulsionando o sangue para os ventrículos, o que corresponde à sístole atrial (ou auricular). Os ventrículos contraem-se posteriormente, bombeando o sangue para fora do coração, para as artérias, o que corresponde à sístole ventricular.
Sístole é o processo de contração de cada parte do miocárdio.
Durante a sístole, o sangue entra nas artérias, pelos leitos capilares, mais depressa do que sai.
O débito cardíaco (DC) é o volume de sangue bombeado pelo ventrículo esquerdo durante um minuto. A fracção de ejecção (FE) é o volume de sangue bombeado dividido pelo volume total de sangue no interior do ventrículo esquerdo.